# 约翰·科克特
约翰·科克特（英語：John Cockett，1927年12月23日—2020年2月16日），英国男子板球、曲棍球运动员。他曾代表英国参加1952年和1956年夏季奥林匹克运动会曲棍球比赛，其中1952年奥运会获得一枚铜牌。